# Bolet dépoli
Hemileccinum impolitum
Espèce
Statut de conservation UICN

 LC  : Préoccupation mineure
Hemileccinum impolitum, le Bolet dépoli ou Bolet feutré, auparavant Boletus impolitus, est une espèce de champignon (Fungi) basidiomycète du genre Hemileccinum dans la famille des Boletaceae. Il est caractérisé par son chapeau blanchâtre à brunâtre feutré de blanc et son odeur iodée en grattant la base du pied.

## Taxonomie
Le nom correct complet (avec auteur) de ce taxon est Hemileccinum impolitum (Fr.) Šutara, 2008.
L'espèce a été initialement classée dans le genre Boletus sous le basionyme Boletus impolitus Fr., 1838.

### Synonymes
Hemileccinum impolitum a pour synonymes :
- Boletus impolitus Fr., 1838
- Leccinum impolitum (Fr.) Bertault, 1980
- Tubiporus impolitus (Fr.) P. Karst., 1882
- Versipellis fragrans var. impolita (Fr.) Quél., 1886
- Versipellis impolita (Fr.) Quél., 1886
- Xerocomus impolitus (Fr.) Quél., 1888

### Étymologie
L'épithète spécifique provient Latin impolitus : qui n'est pas lisse, mais légèrement rugueux, feutré, ou sans éclat, sans lustre, qui est mat.

### Noms vulgaires et vernaculaires

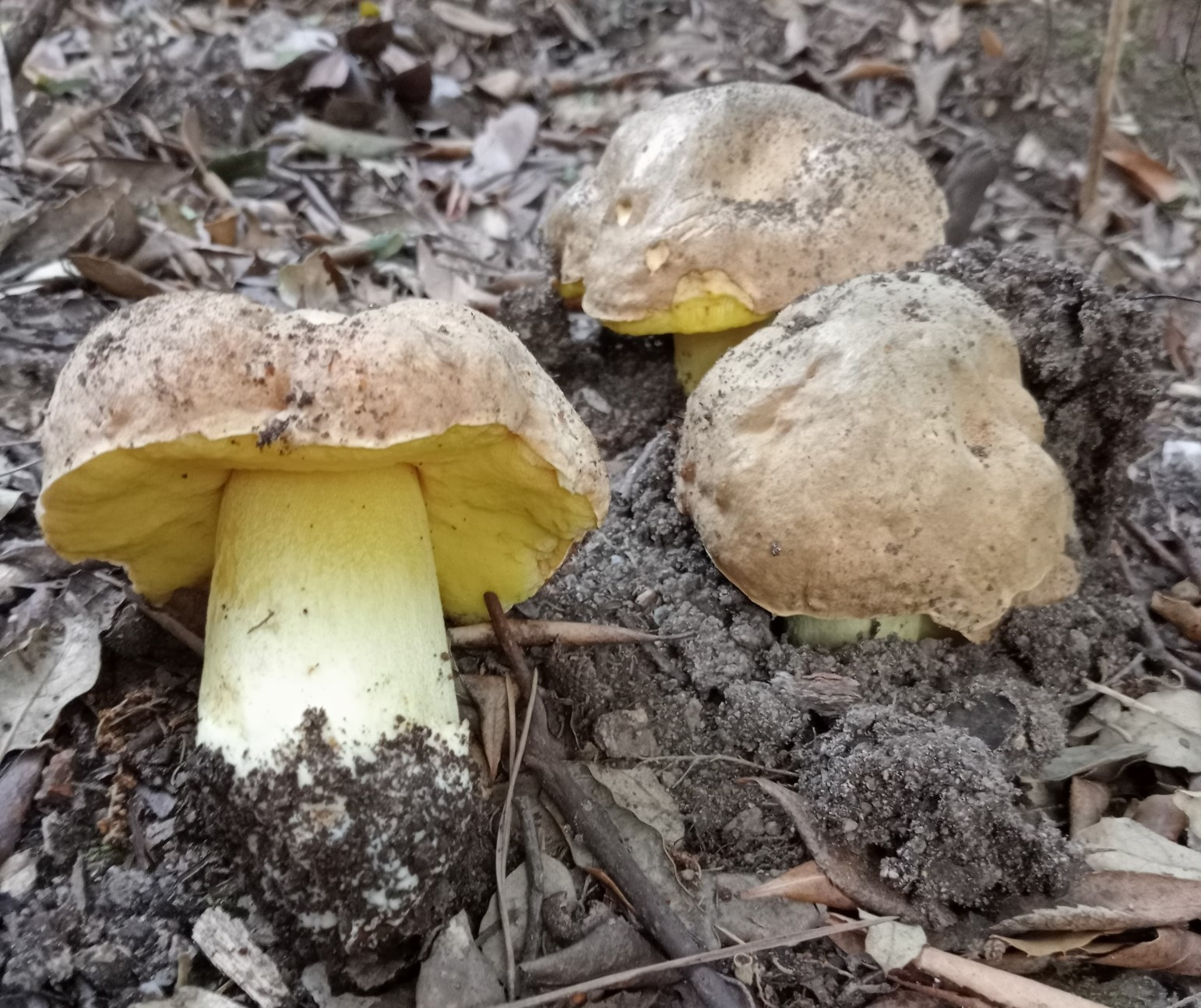
Trois sporophores de H. impolitum en Sardaigne.

Ce taxon porte en français les noms vernaculaires ou normalisés suivants : bolet dépoli, bolet feutré, bolet à odeur d'iode.

## Description du sporophore
Les bolets sont des champignons dont l'hyménophore, constitué de tubes et terminés par des pores, se sépare facilement de la chair du chapeau. Ce chapeau d'abord rond, recouvert d'une cuticule, devient convexe à mesure qu’il vieillit. Ils ont un pied (stipe) central assez épais et une chair compacte. Les caractéristiques morphologiques de H. impolitum sont les suivantes :
Son chapeau mesure 7 à 12 (18) cm, longtemps hémisphérique-convexe, puis étalé et plus ou moins lobé à la fin, rarement bosselé. Cuticule mate et remarquablement filamenteuse sous la loupe, à feutrage dense, imbriqué et apprimé, souvent condensé en très fines méchules aranéuses, de couleur terne et assez variable, typiquement gris-beige, gris-brun, grisâtre, rarement marron, blanchâtre ou bai. Marge typiquement anguleuse-tranchante chez le jeune, puis un peu arrondie à la croissance complète des tubes. Marginelle variable, généralement peu développée,,.
L'hyménophore présente des tubes sublibres, de longueur moyenne, dépassant rarement l'épaisseur de la chair à mi-rayon, jaune assez clair puis jaune verdâtre, enfin olivâtre, non bleuissants à la coupe. Pores concolores aux tubes, roussissant parfois légèrement avec l'âge ou les intempéries, ouverts dès le début, fins (0,5 à 1 mm), légèrement polygonaux à maturité, non composés. La sporée est olivâtre,,.

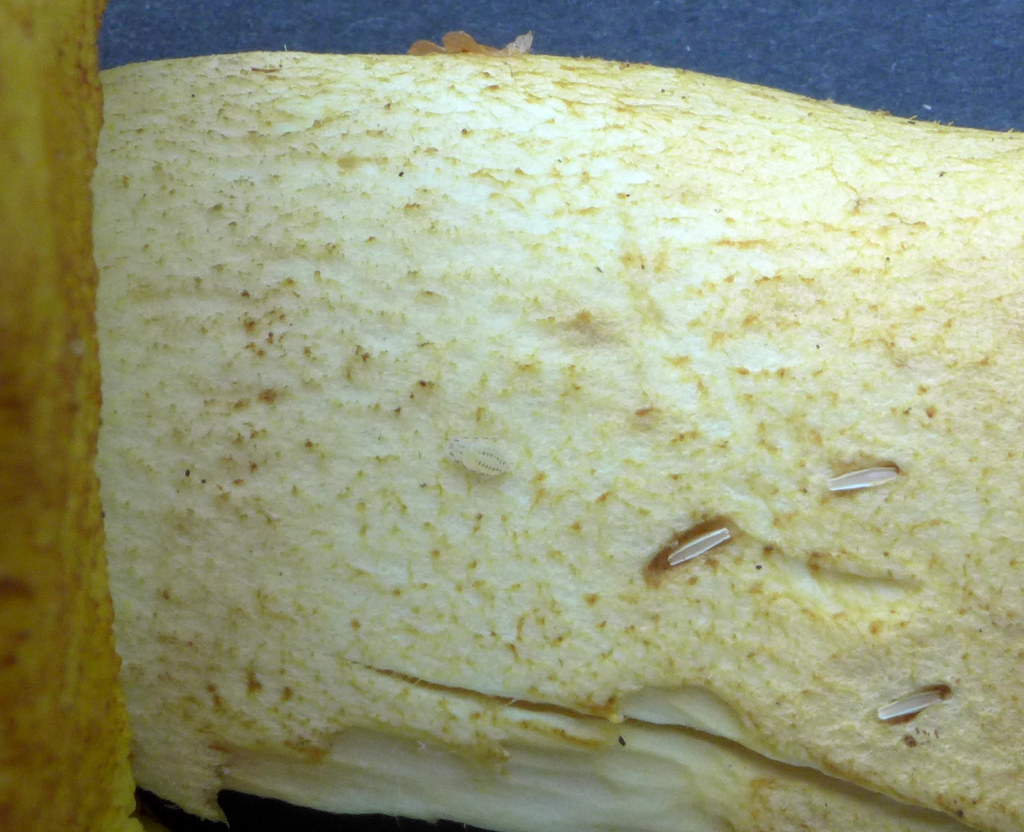
Surface méchuleuse-granuleuse du stipe, sans réseau.

Son stipe est cylindracé, parfois un peu renflé vers le milieu, robuste rarement obèse à maturité, court ou long, non sinueux, à base arrondie, rarement terminée par une courte pointe. Surface rugueuse-granuleuse ou seulement floconneuse, jaune en haut, blanchâtre-rosâtre ailleurs, avec une zone annulaire rougeâtre-vineux, souvent discrète, vers le haut. Base parfois piquetée de rougeâtre, rarement envahie de rouge-vineux jusqu'à mi-pied,,.
La chair est ferme, presque blanche ou jaune très clair, jaune plus foncé sous les tubes, en haut du pied et parfois aussi à l'extrême base, non bleuissante (sauf rares exceptions). Base du pied souvent colorée de rougeâtre, plus rarement les morsures. Réactions macro-chimiques nulles. Saveur douce, à peine acidulée, odeur nettement iodée, principalement dans le pied,.

### Réactions chimiques
Le chapeau vire temporairement au violacé sombre aux vapeurs de NH3.

### Caractéristiques microscopiques
Ses spores mesurent 11 à 16  µm x 4,5 à 6 µm, de forme bolétoïde. Les pleurocystides peu abondantes, de longueur variable, étroites, à col progressivement atténué, ou plus moins longuement lagéniformes. La cuticule est filamenteuse,,.

## Galerie

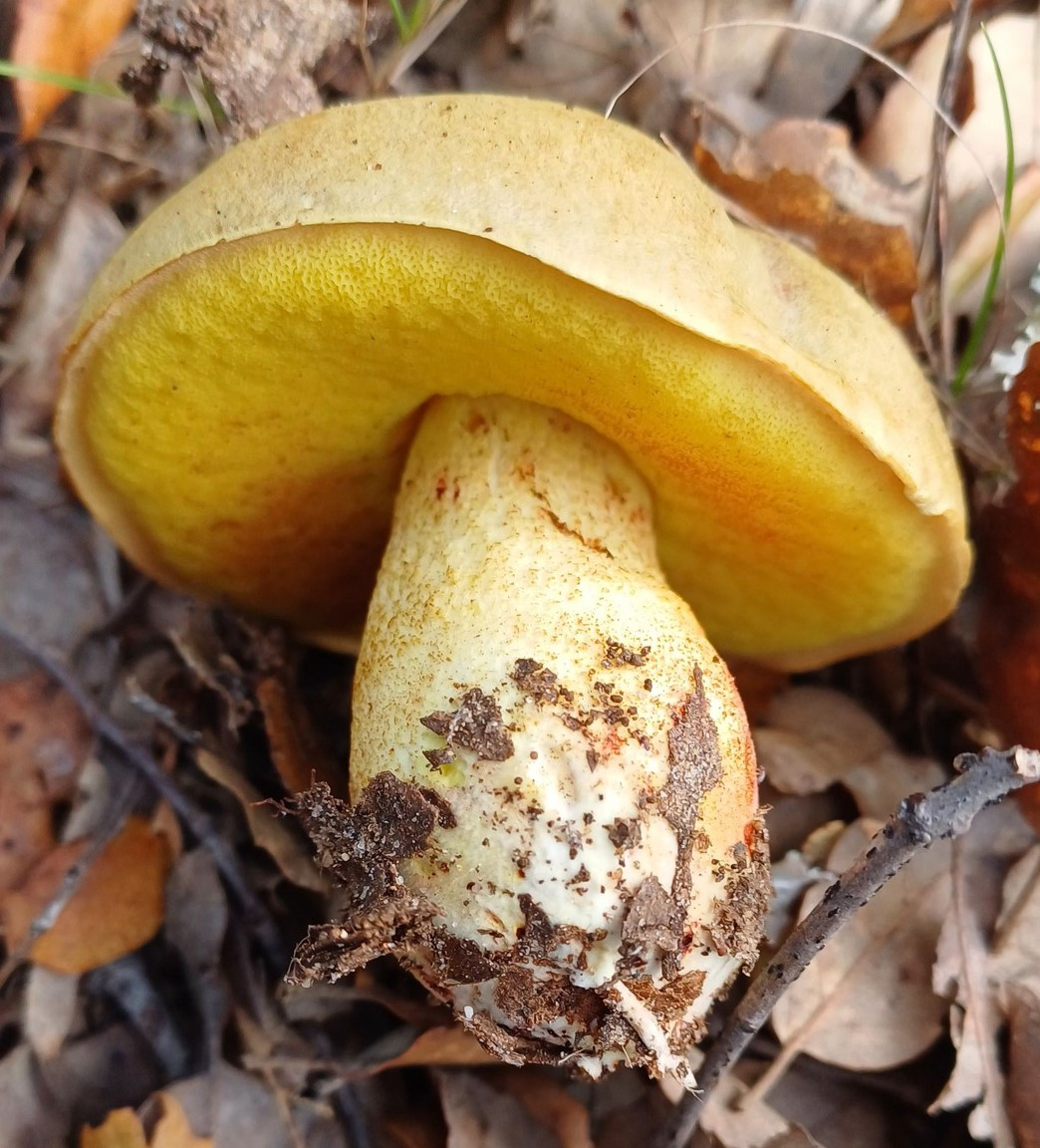
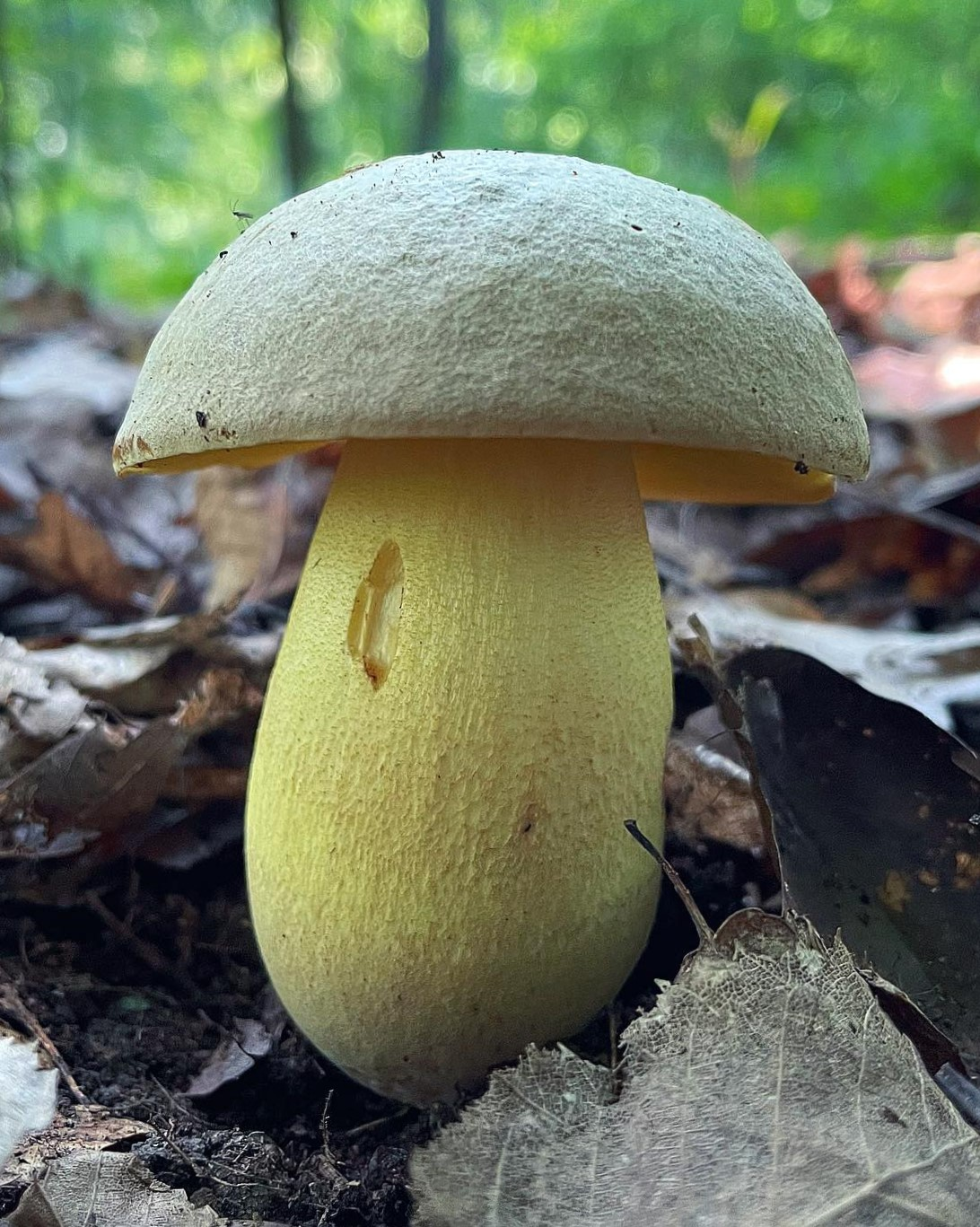
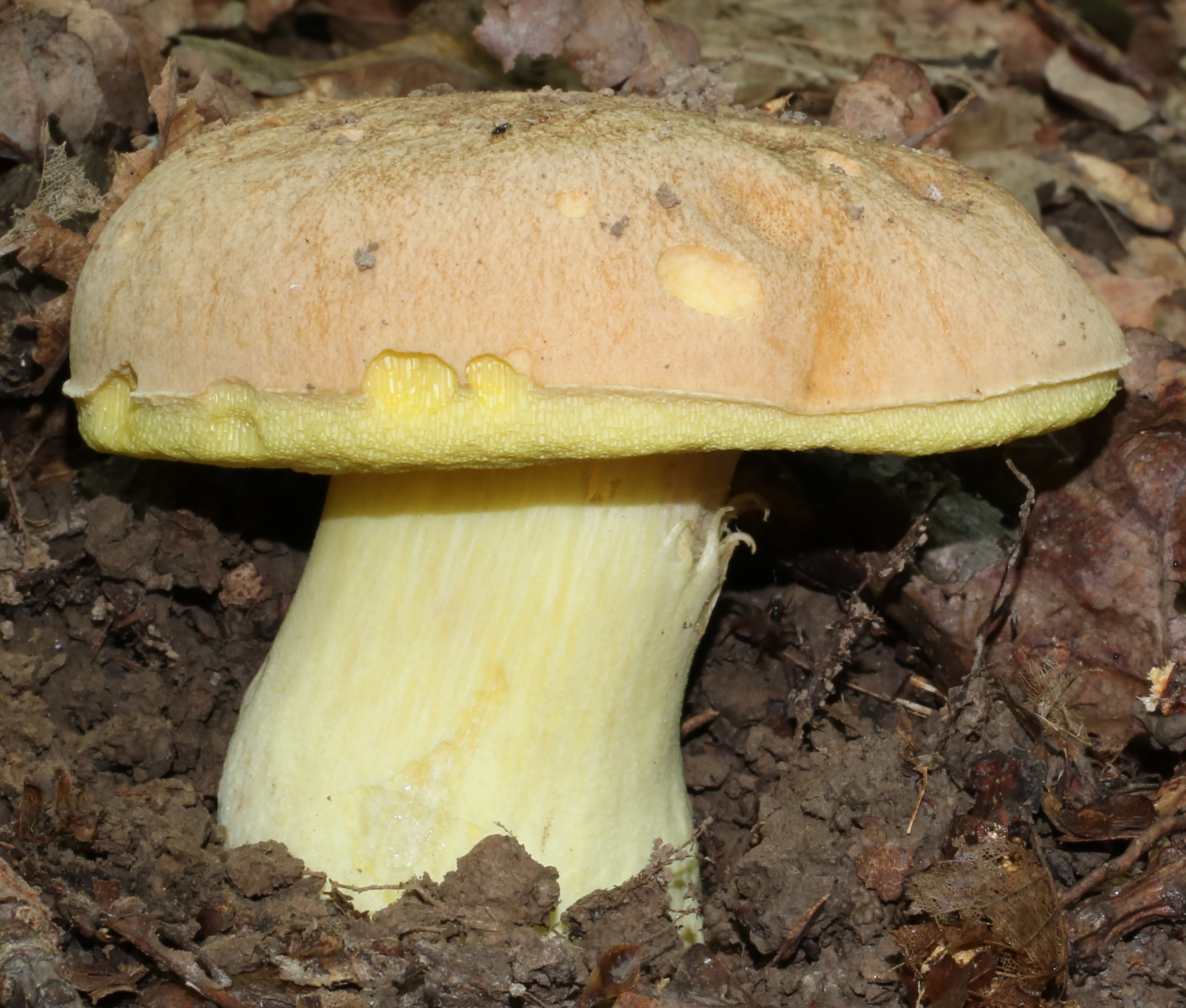
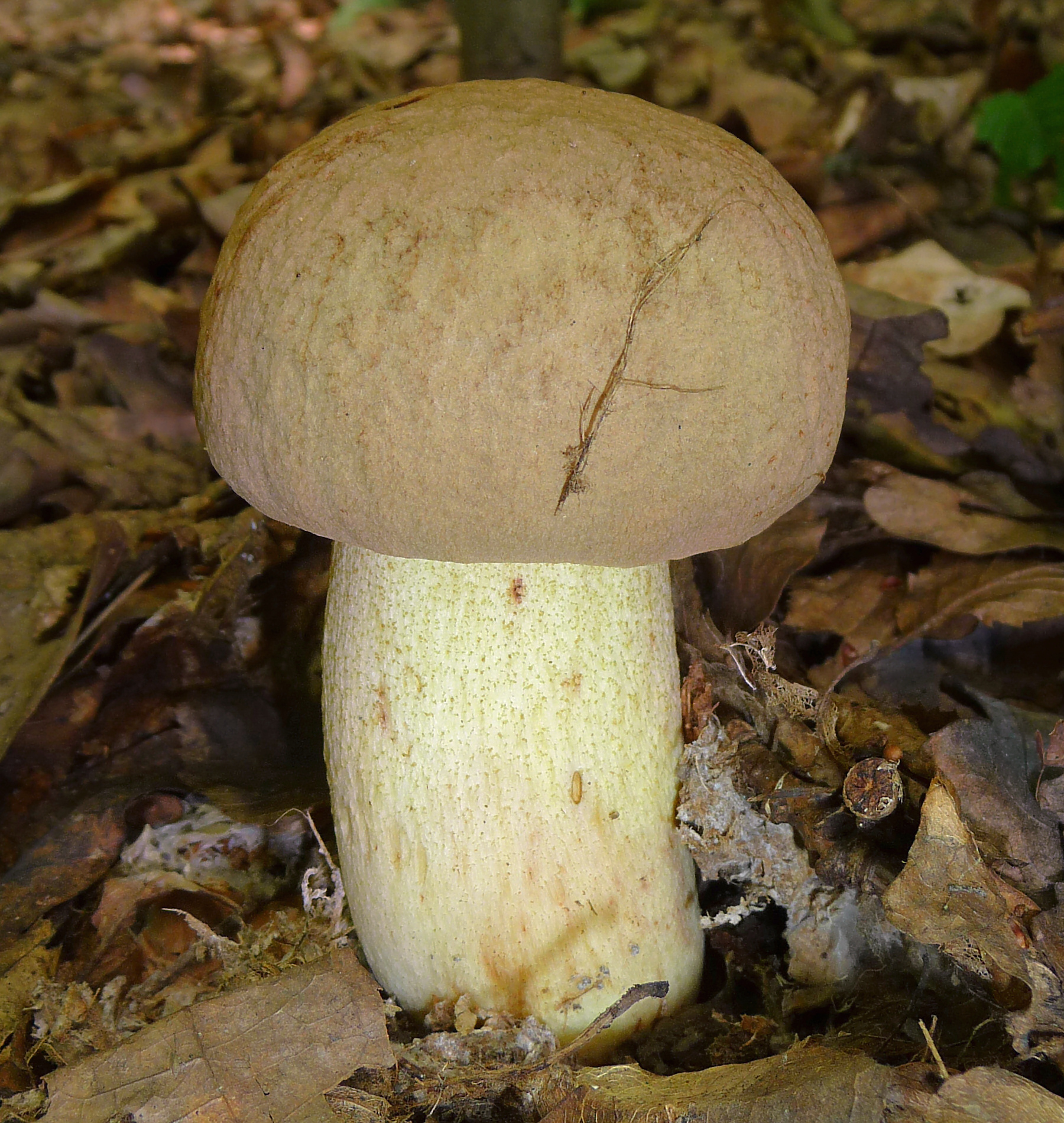
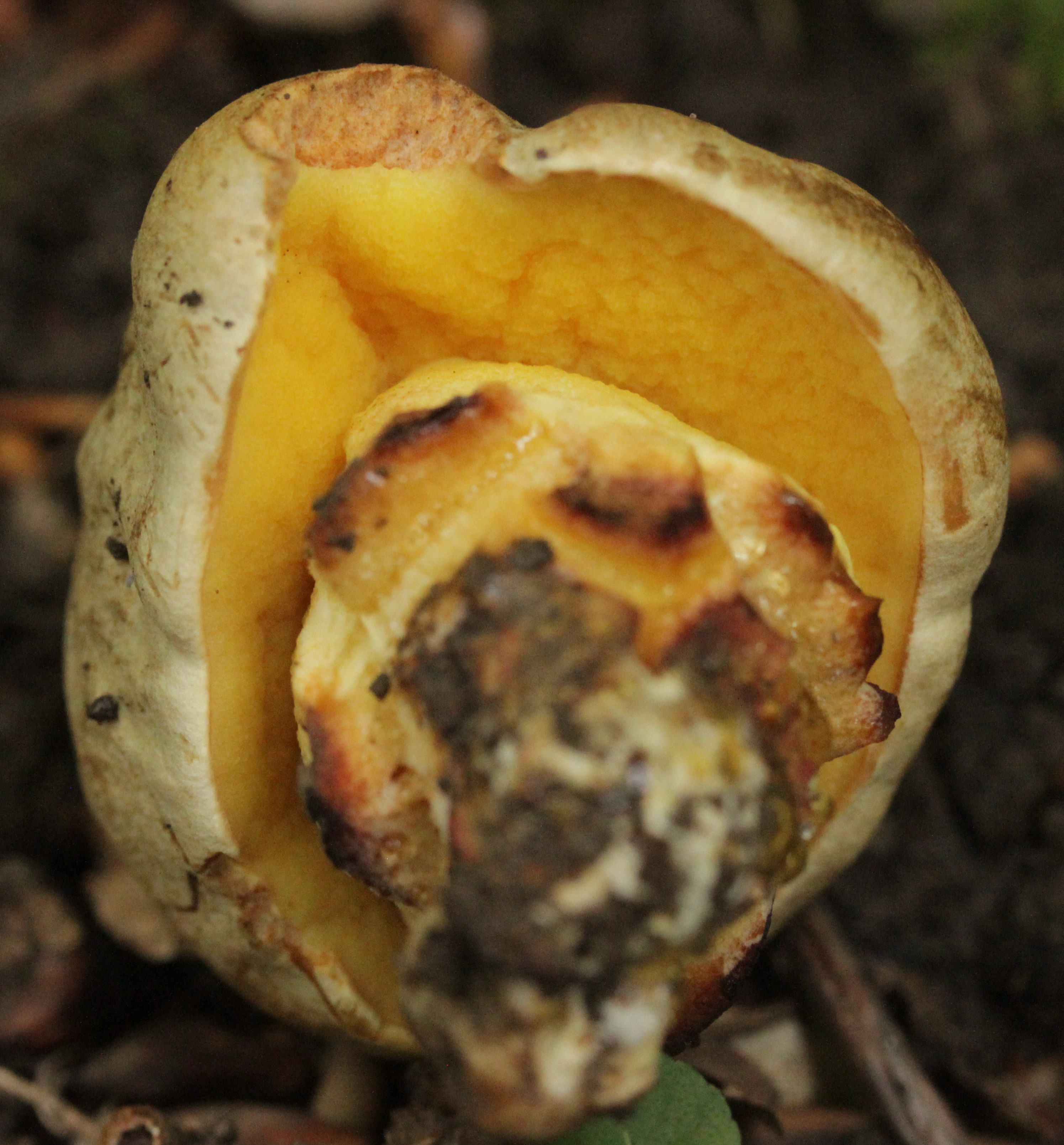
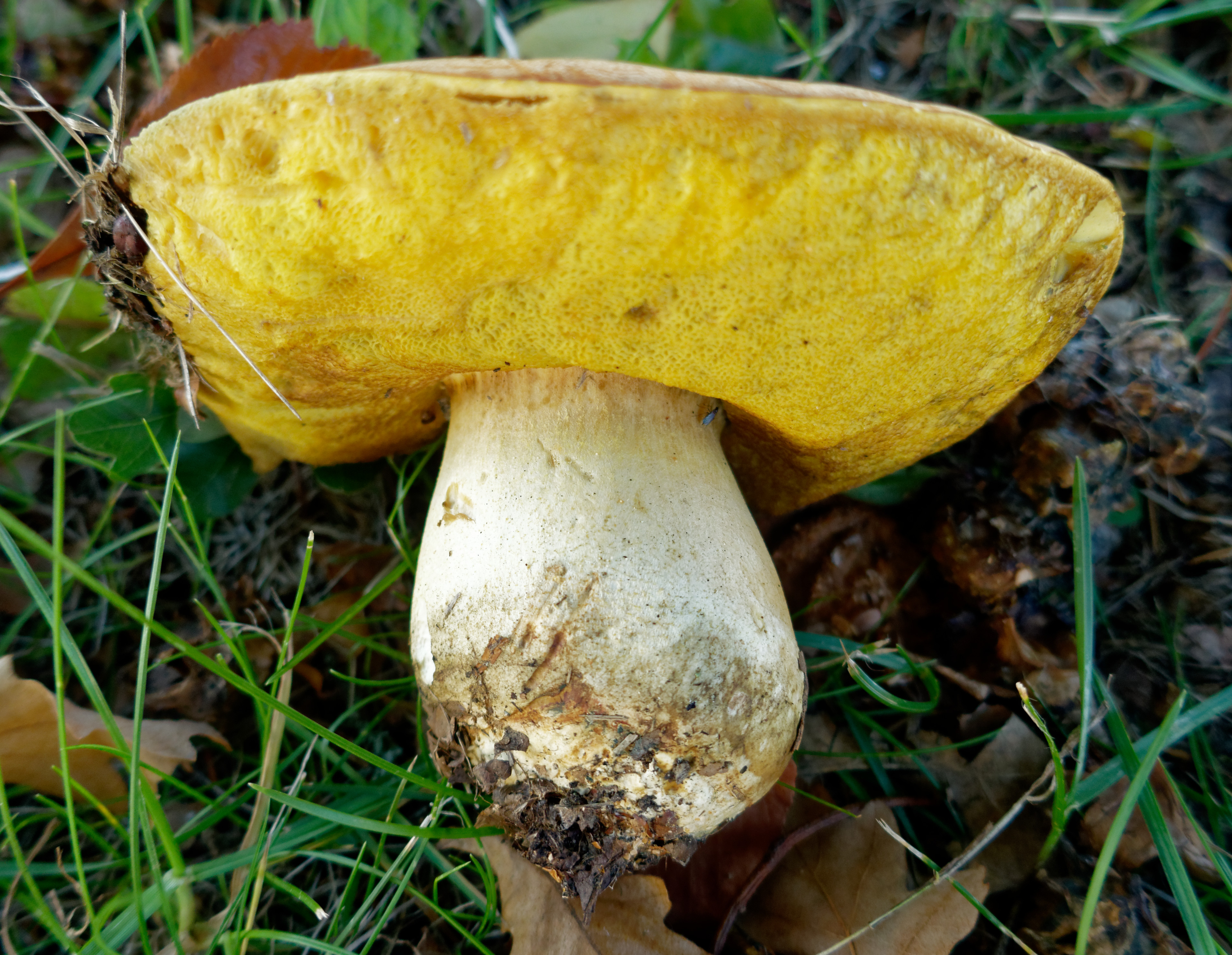
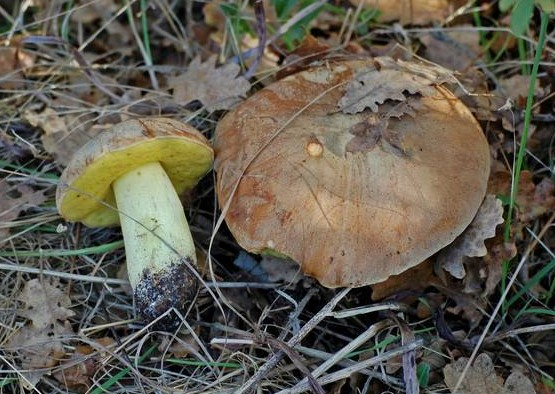
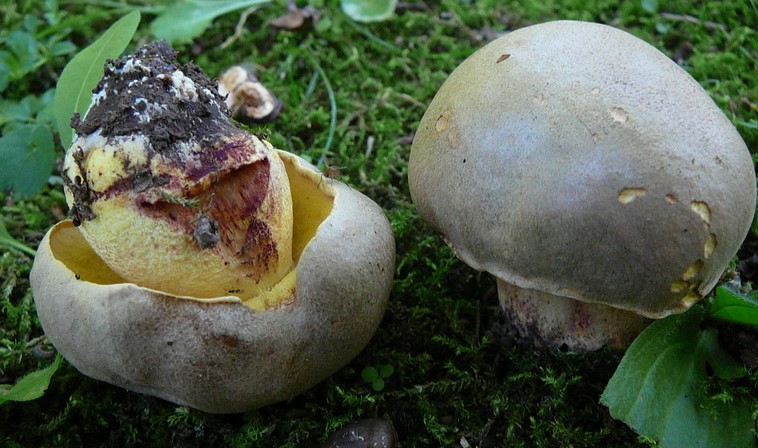
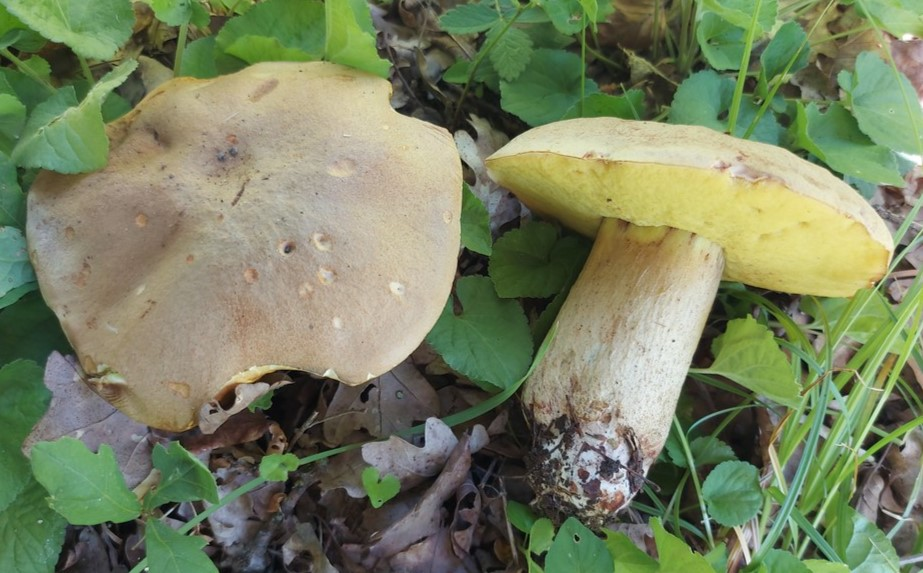
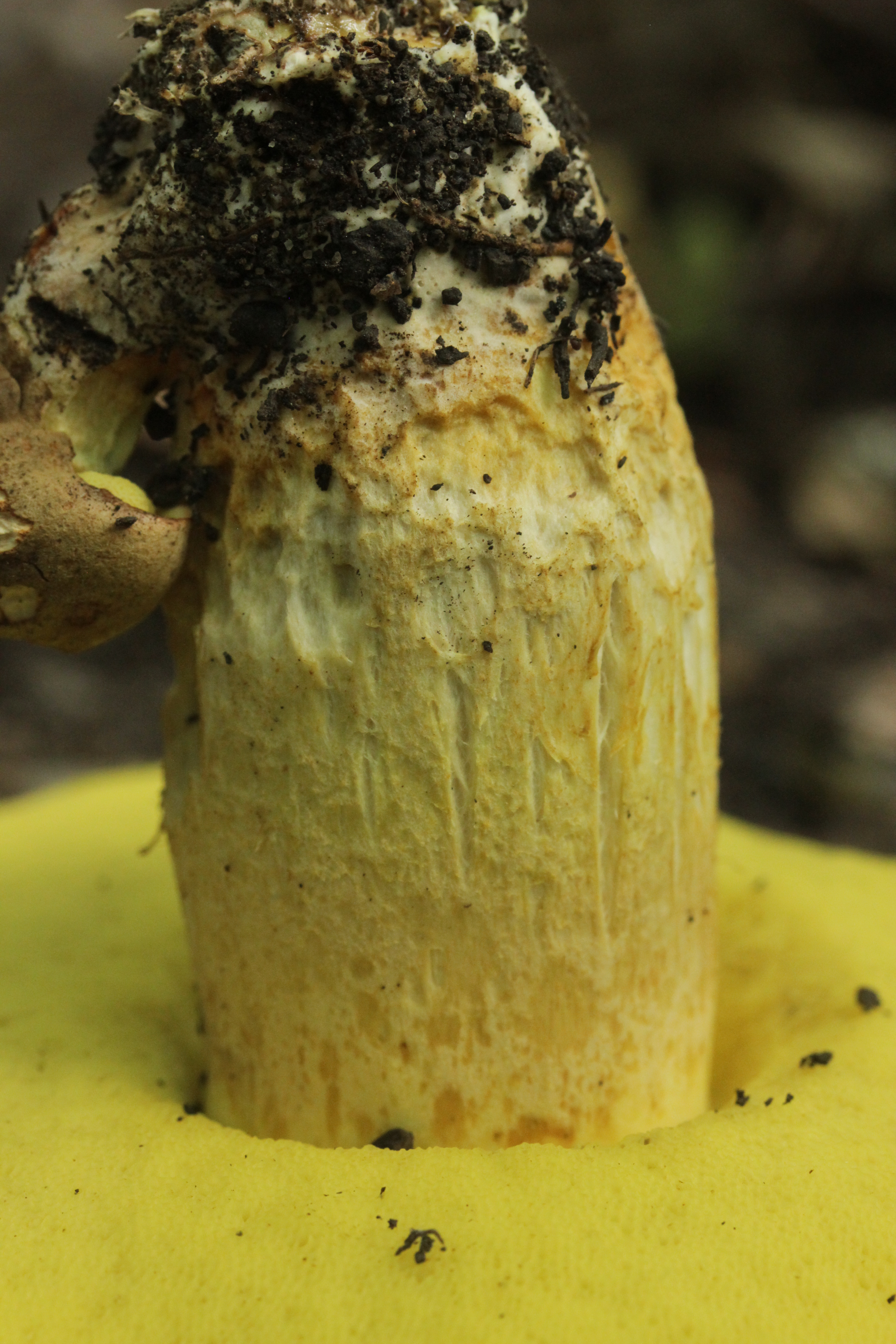
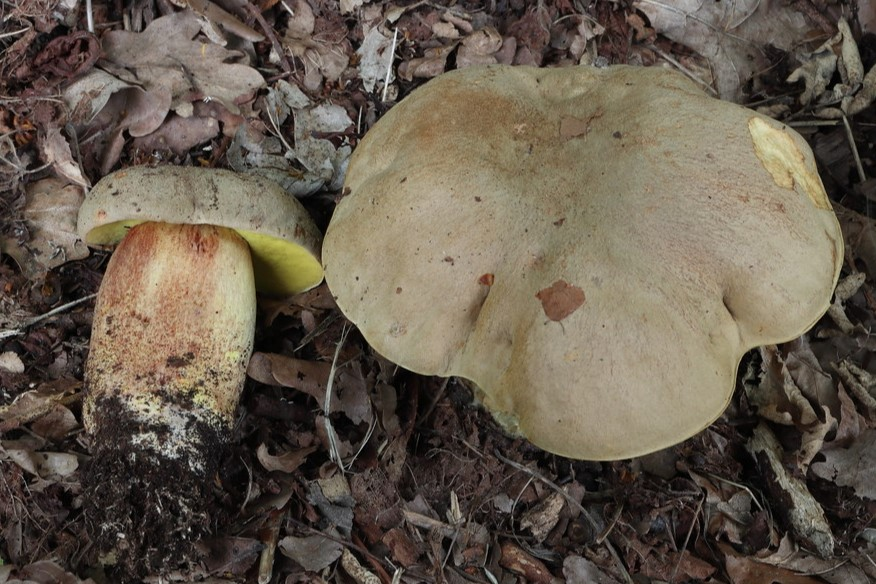
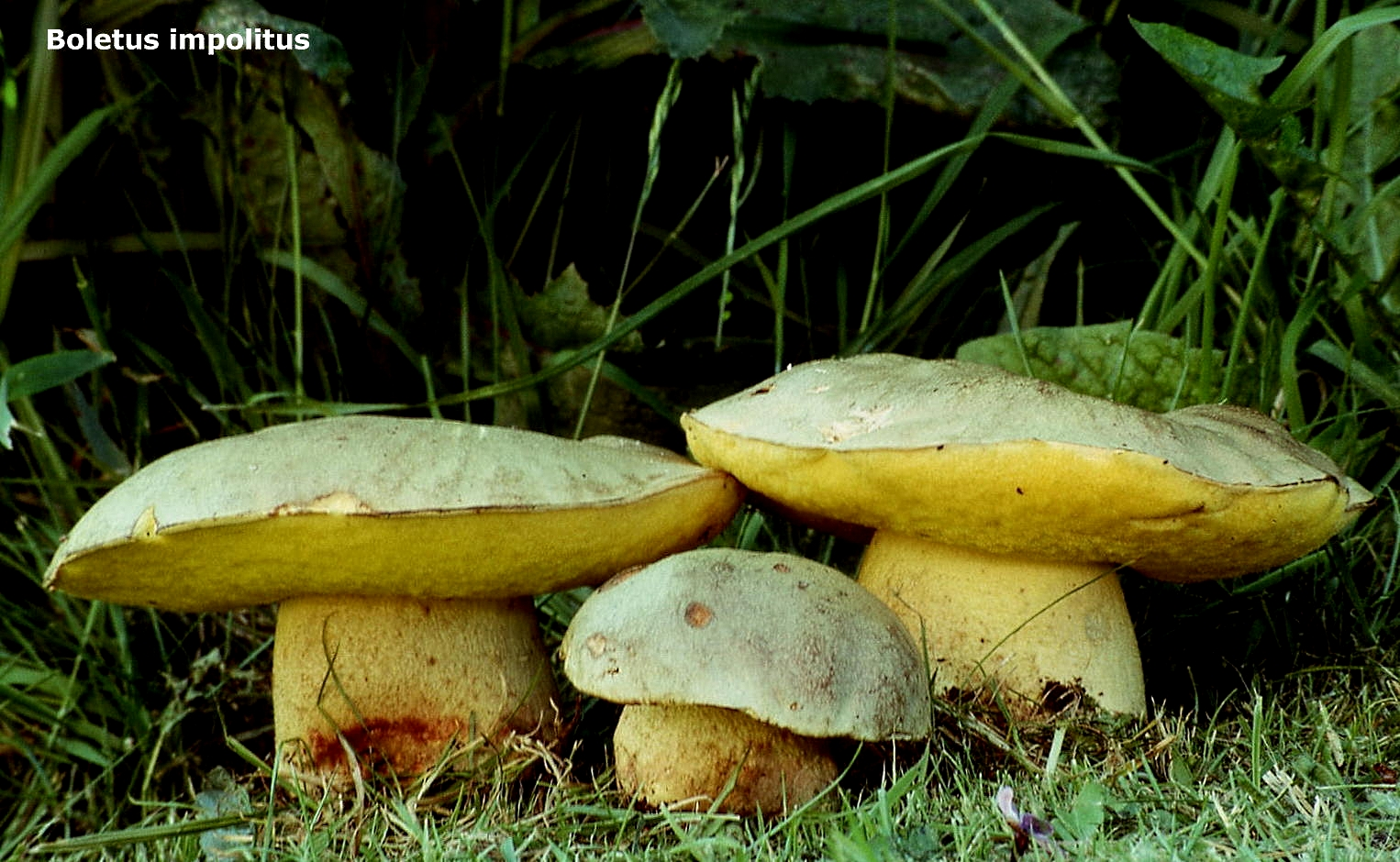
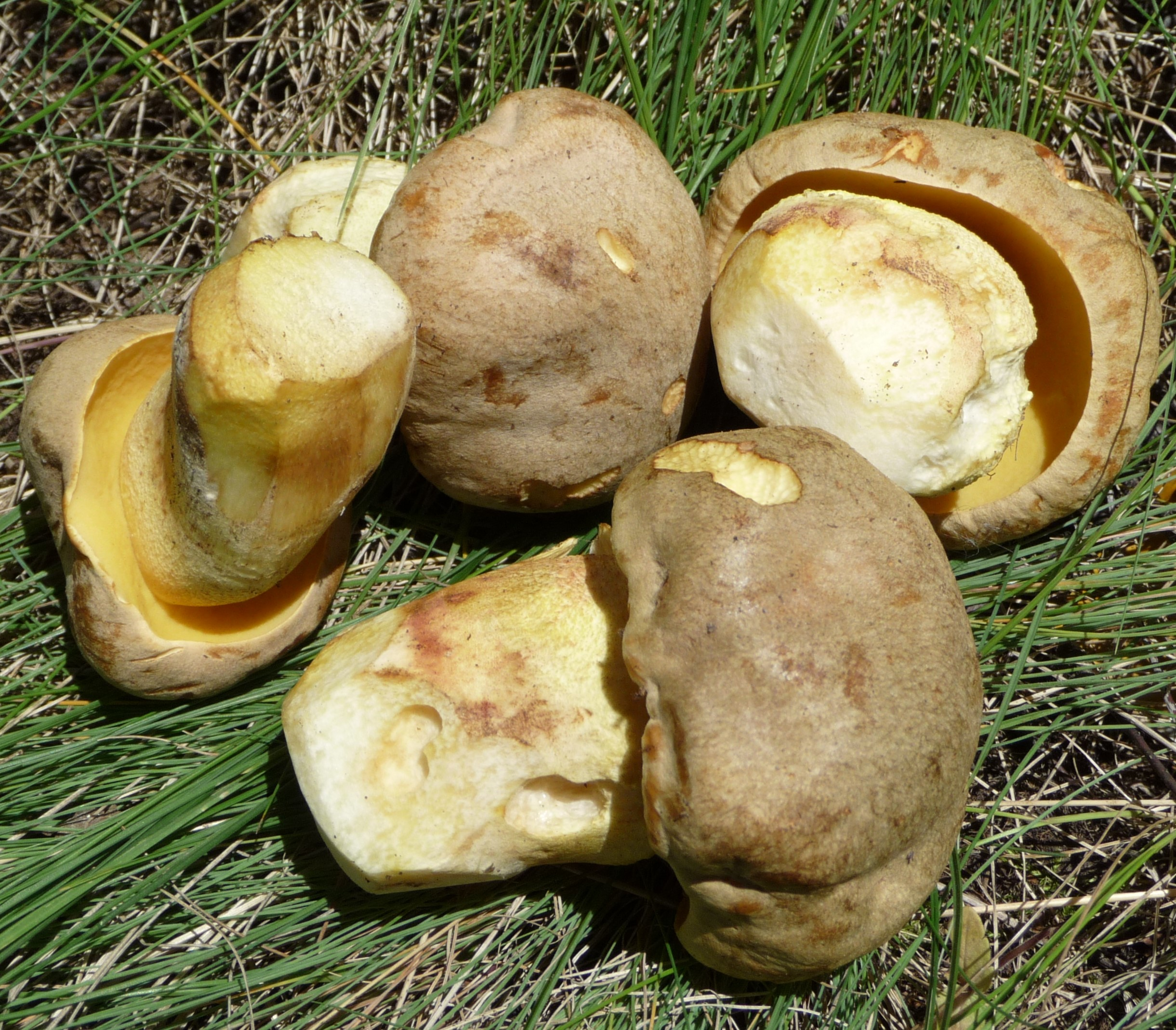
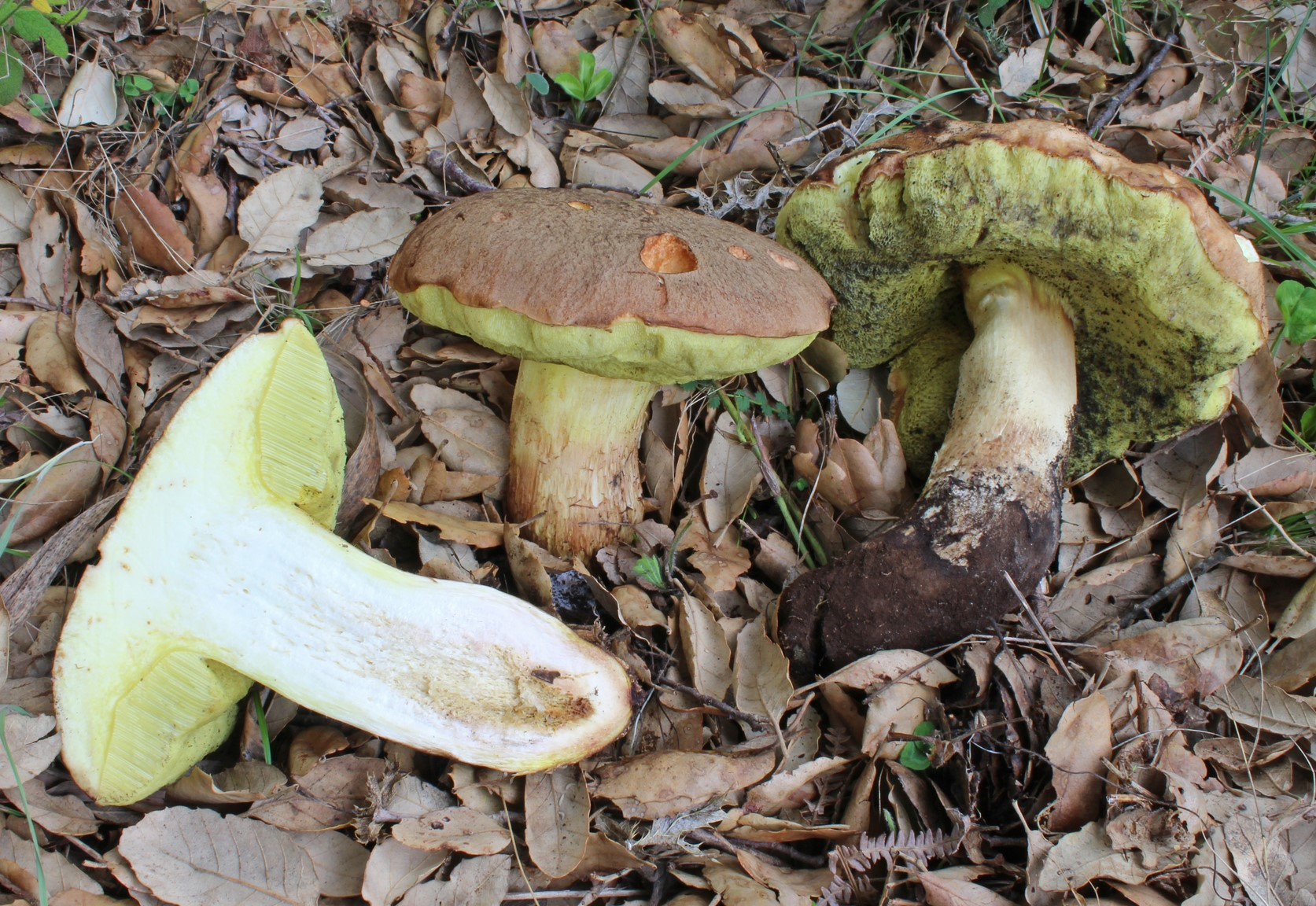
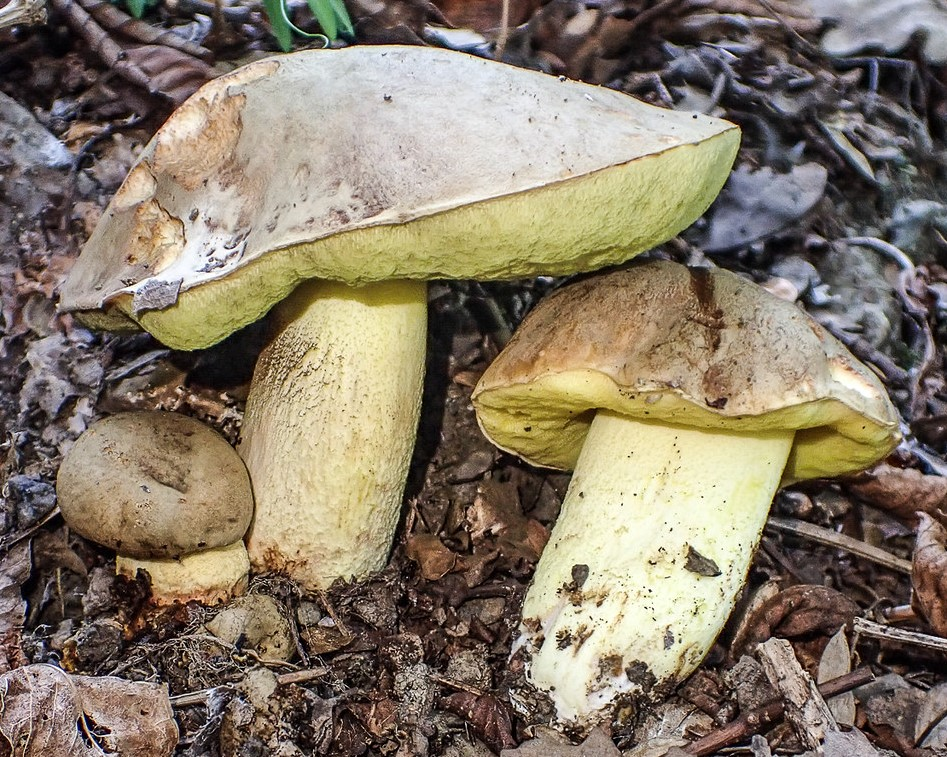
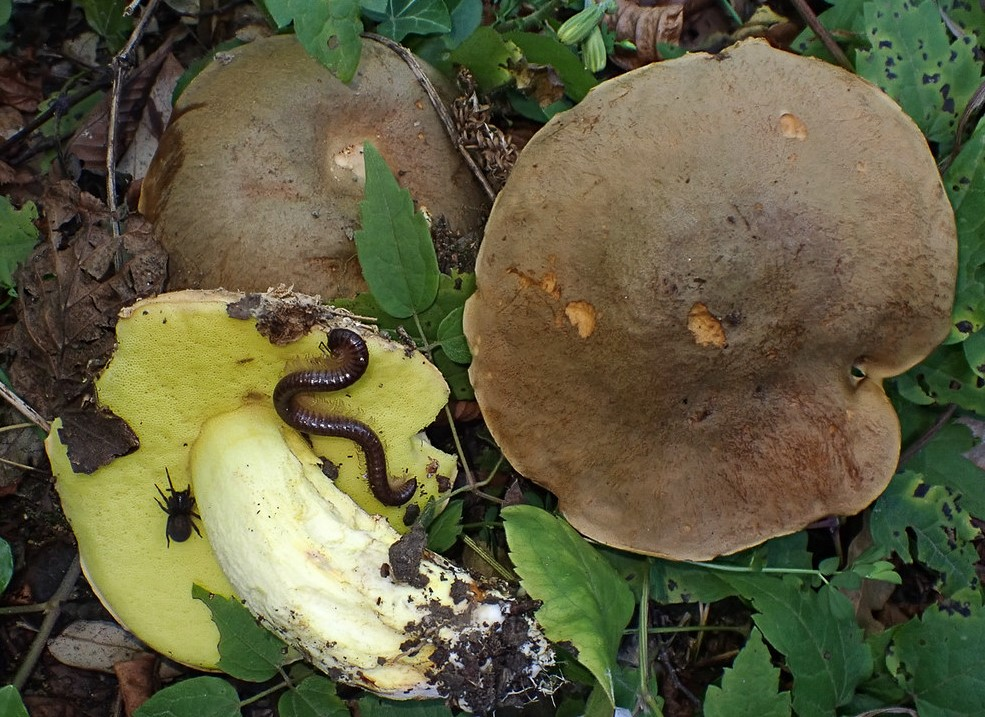
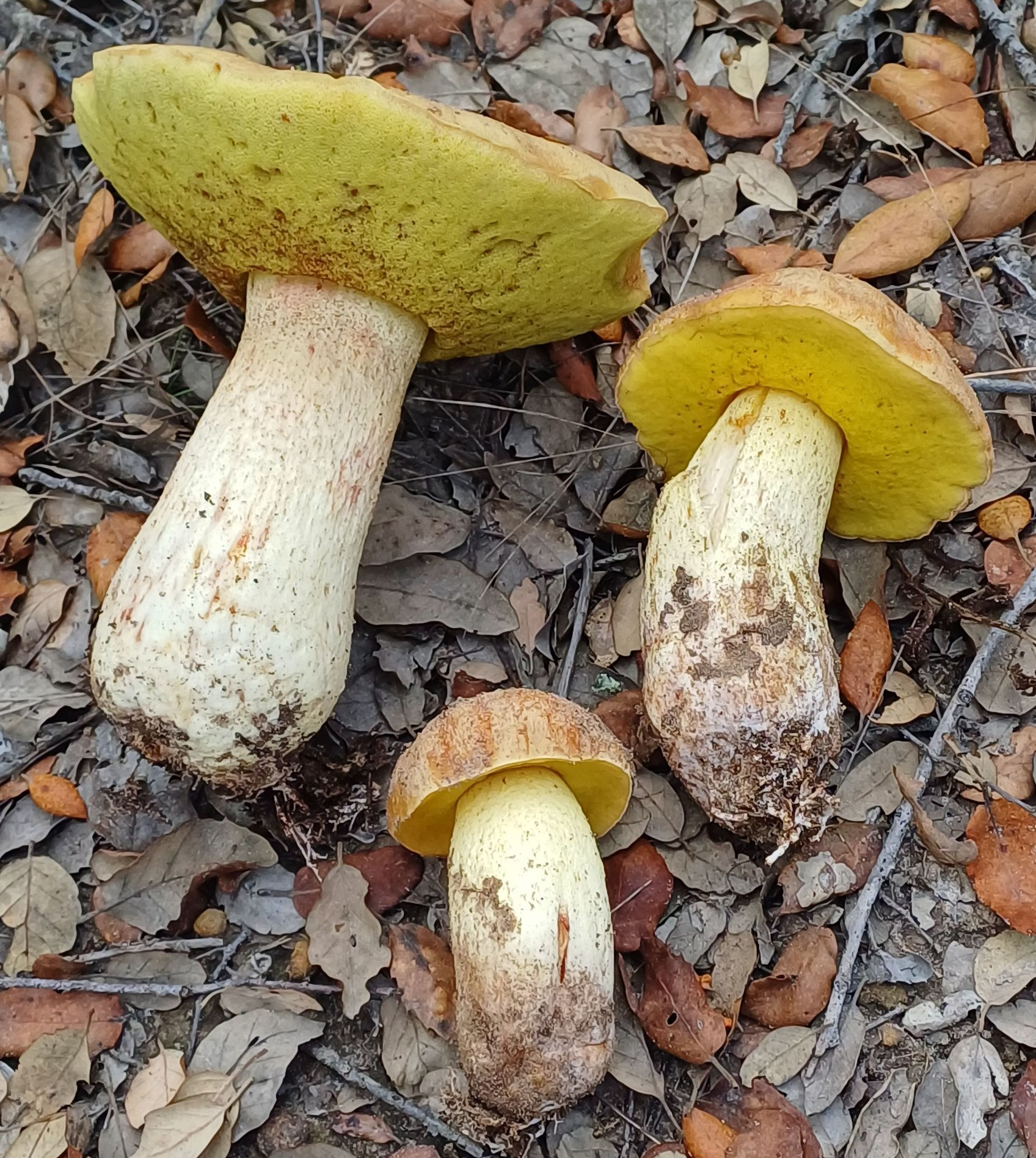

## Habitat et distribution

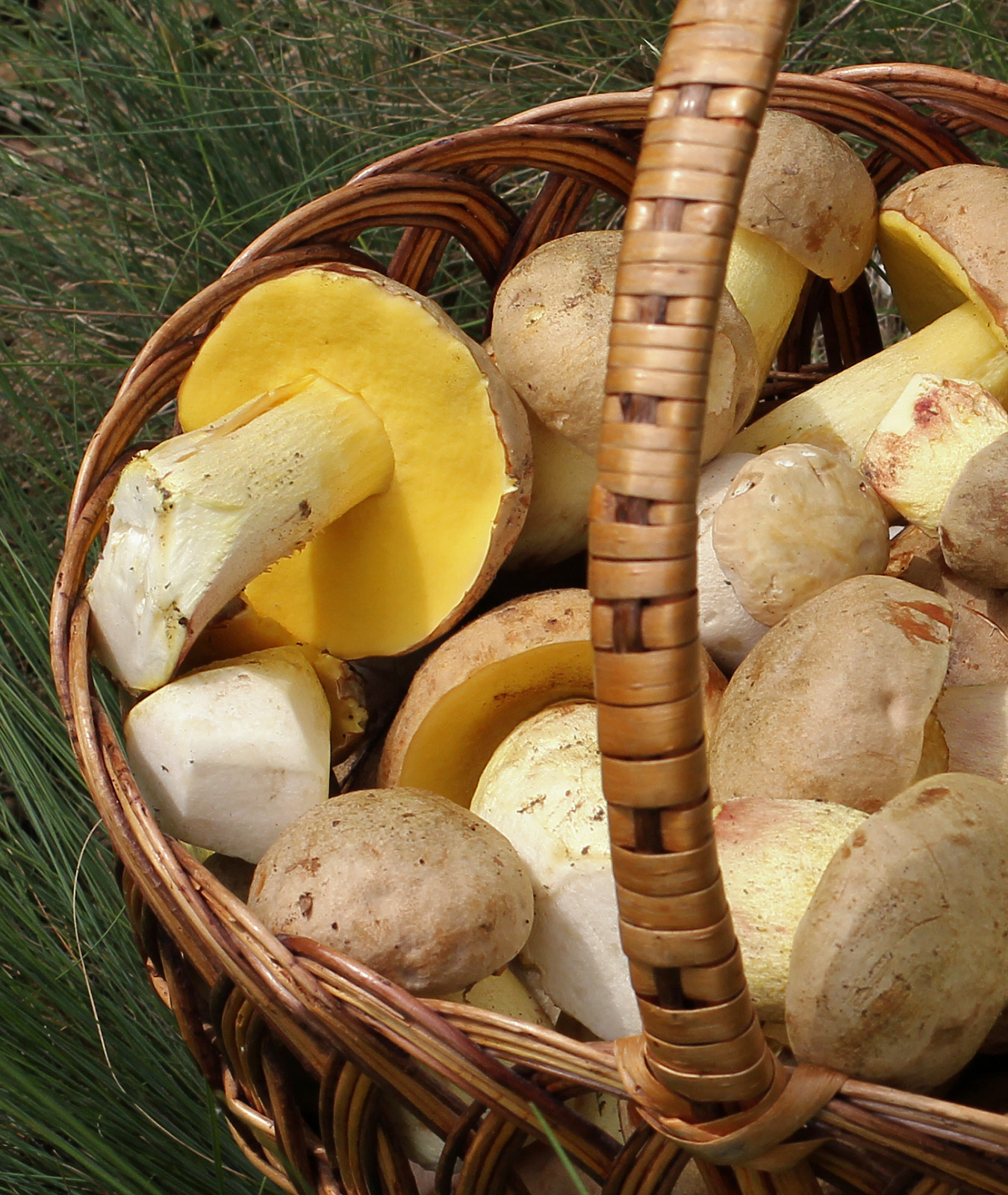
Un panier de Bolets dépolis.

C'est une espèce commune à peu commune, calcicole-sabulicole, poussant dispersée ou en petites troupes, parfois dès juin, mais surtout d'août à octobre, sous feuillus thermophiles en plaine, mais aussi talus, parcs et bords des routes, tous types de sols et d'essences (chênaies thermophiles préférentielles), fidèle à ses stations, dans toute l'Europe et le pourtour méditerranéen.

## Comestibilité
Le Bolet dépoli est comestible, il est préconisé de lui retirer son pied fibreux et indigeste avant consommation. C'est une espèce consommée occasionnellement ,.

## Confusions possibles
Le Bolet dépoli est à comparer avec les espèces suivantes :
- Le Bolet chauve (Hemileccinum depilatum), qui est une espèce proche un peu plus rare lui ressemblant fortement. Cependant, ce dernier a un chapeau nettement cabossé brun à marron. Rare, sans interêt alimentaire.
- Le Bolet des chênes verts (Leccinellum lepidum), a également des pores et un pied jaunâtre, cependant son chapeau brun n'est pas feutré de blanc, il ne dégage pas d'odeur iodée et sa chair est rosissante puis grisonnante à la coupe. Comestible.
- Le Bolet appendiculé (Butyriboletus appendiculatus) et le  Bolet des sapins (Butyriboletus subappendiculatus), qui peuvent ressembler au Bolet dépoli à première vue, cependant, leurs pieds sont clairement ornés d'un réseau. De plus, ils n'ont pas d'odeur iodée et leurs pores sont plus ou moins bleuissants, alors que le Bolet dépoli ne bleuit pas du tout. Comestibles réputés.
- Le Bolet pâle (Butyriboletus fechtneri), peut aussi particulièrement lui ressembler à première vue. Cependant, son pied, souvent cerné d'une zone rose, est aussi orné d'un net réseau, il n'a pas d'odeur iodée et bleuit au-dessus des tubes à la coupe. Rare, sans interêt alimentaire.
- Le Cèpe de Bordeaux (Boletus edulis) et  le Cèpe d'été (Boletus aestivalis), qui pourraient être confondus avec le Bolet dépoli. Cependant, leur pied est encore une fois orné d'un réseau, ils n'ont pas d'odeur iodée et leurs pores ne sont pas jaunes dès le départ, uniquement à un certain stade de maturité. Comestibles réputés.
- Le Bolet de plomb (Imperator torosus), qui pourrait rapidement rappeler le Bolet dépoli par ses teintes jaunes et son chapeau gris métallique. Cependant, son pied est orné d'un réseau, il n'a pas d'odeur iodée et bleuit très intensément à la coupe ou même à la manipulation. Toxique.